# 片倉氏
片倉氏（かたくらうじ、かたくらし）は、武家・士族・華族だった日本の氏族。戦国時代から江戸時代まで伊達氏に重臣として仕え、維新後士族を経て華族の男爵家に列する。

## 歴史
片倉氏は信濃国伊那郡片倉村に住していたが大崎氏に従い奥州に下ったと伝えられている。
戦国時代から江戸時代初期の片倉景綱（小十郎、備中）は、伊達政宗に側近として仕えた。政宗の軍略には常に伊達成実と景綱が関与したと言われる。
その子孫は江戸時代の仙台藩にあって1万3000石（幕末には1万7200石）を領した。一国一城の例外的措置で残されていた白石城に住した。藩内での家格は「一家格」であり、しばしば奉行職などの重職に任じられた。小十郎を世襲名とした。また片倉景長の娘松子は伊達宗房に嫁いで吉村をもうけ、さらに片倉村典の娘常子は伊達宗充に嫁いで斉邦をもうけている。
幕末維新期の当主片倉景範は、仙台藩が戊辰戦争で官軍に敗れて減封となった後に知行を没収され、息子の景光とともに北海道開拓に従事した。旧臣の一部も磐城国から北海道に移住し、石狩国札幌郡内に位置する札幌本府の東郊外に「白石村」を開拓した。
『叙爵内規』の前案である『華族令』案や『叙爵規則』案（『爵位発行順序』所収。前者は明治11年か明治12年頃、後者は明治12年以降16年頃までの作成と見られる）では「世襲男爵を授くべき者」として万石以上陪臣が挙げられており、片倉家も男爵候補として名前が挙げられているが、結局明治17年（1884年）の『叙爵内規』では万石以上陪臣は叙爵対象とならなかったため片倉家は士族のままだった。
片倉景光は叙爵運動を起こし、明治31年(1898年）5月17日には北海道庁長官安場保和からも「片倉景光ヲ華族ニ列セラレ度上奏ノ儀上請」が内閣総理大臣伊藤博文に提出された。宮内省で審議が行われ、明治31年6月17日付けの宮内省当局の書類「授爵之件」によれば、景光の祖父片倉邦憲は維新時に仙台藩が方向を誤らんとするにあたって藩主に官軍への恭順を進言した功績があること、また伊達邦成男爵にはやや劣るものの片倉家も北海道開拓に功があるとされ（それによれば片倉家の北海道開拓は開拓地3352町、移民1076人、投資額2万3600余円）、片倉家を男爵に叙すべきであると結論されたという。7月10日に明治天皇の裁可を受け、7月20日付けで景光は男爵に叙された。
片倉健吉男爵の代の昭和前期に片倉男爵家の邸宅は宮城県刈田郡白石町字白石にあった。

## 歴代当主
1. 片倉景綱
2. 片倉重長
3. 片倉景長
4. 片倉村長
5. 片倉村休
6. 片倉村信
7. 片倉村定
8. 片倉村廉
9. 片倉村典
10. 片倉景貞
11. 片倉宗景
12. 片倉邦憲
13. 片倉景範
14. 片倉景光
15. 片倉健吉
16. 片倉信光
17. 片倉重信